# Walter Stuhlfath
Walter Stuhlfath (* 25. Juni 1887 in Schleusenau bei Bromberg; † 15. Februar 1974 in Niebüll) war ein deutscher Historiker und Geograf, Hochschullehrer und Vizedirektor der Pädagogischen Hochschule Flensburg.
Stuhlfath studierte ab 1907 Geschichte, evangelische Theologe und Geographie in Berlin sowie Heidelberg und promovierte 1912 in Heidelberg bei Karl Hampe in mittelalterlicher Geschichte über Papst Gregor den Großen. 1918–1925 war Stuhlfath Lehrer und stellvertretender Leiter des Lehrerseminars in Friedeberg. Ab 1926 arbeitete er an der Pädagogischen Akademie in Elbing (1926–30) und Stettin (1930–32). Stuhlfath interessierte sich für reformpädagogische Ideen und arbeitete an der Einrichtung und Ausstattung der Modellschule Roitzsch (Diesterwegschule, Kreis Bitterfeld). Nach seinen Ideen wurde der „Prof. Dr. Stuhlfath Schulstuhl“ gefertigt, welcher die bis dahin üblichen starren Schulbänke ablöste. Stuhlfath begründete das Fach Heimatkunde für Ostpreußen, auch wirkte er in der Schulaufsicht in der Provinz Ostpreußen mit. Im KZ Stutthof gehörte er am 1. März 1944 zu den Vortragenden für die SS-Angehörigen: „Das Ringen um die Neuordnung Europas“.
Nach dem Krieg wurde er wieder Professor für Geografie und von 1949 bis 1953 der Vizedirektor der neuen Pädagogischen Hochschule Flensburg. 1949 gehörte er zu den Mitbegründern des Verbandes Deutscher Schulgeographen.

## Schriften
- Jugend und erstes Wirken Gregors des Großen., Heidelberg 1913 [=Heidelberger Dissertation]
- Gregor der Große : sein Leben bis zu seiner Wahl zum Papste nebst einer Untersuchung der ältesten Viten, Heidelberg 1913
- Vom Werden der Arbeitsschule : Stimmen ihrer Vorkämpfer aus vier Jahrhunderten, Osterwieck am Harz 1922
- Zur Theorie und Praxis der Arbeitsschule. Eine Schriftenreihe (zus. mit Paul Bode), Verlag V. W. Zickfeldt, Osterwieck am Harz 1922
- Das pädagogische Institut – Ein Beitr. zur Reform d. Lehrerbildung aus d. Reihen d. akad. Lehrerbildner (zus. mit Paul Bode), Verlag Zickfeldt, Osterwieck am Harz 1922
- Volkstümliche Turnspiele und Scherzübungen aus allen deutschen Gauen, Beltz, Langensalza 1928
- Ostpreussen und Freie Stadt Danzig, Beltz, Langensalza 1931
- Deutsches Schicksal: Ein raum- u. volkspolitisches Erziehungsbuch, Beltz 1937